# 勒帕斯基耶
勒帕斯基耶（法語：Le Pasquier，法語發音：[lə paskje]）是法国汝拉省的一个市镇，属于隆斯勒索涅区。

## 地理
勒帕斯基耶（46°48'2"N, 5°54'19"E）面积7.75 平方千米，位于法国勃艮第-弗朗什-孔泰大區汝拉省，该省份为法国东部内陆省份，北起上索恩省，西北接科多尔省，西临索恩-卢瓦尔省，南至安省，东与杜省和瑞士接壤。
与勒帕斯基耶接壤的市镇（或旧市镇、城区）包括：蒙塔尼地区韦尔、阿尔东、勒拉泰、蒙特龙、穆图、圣日耳曼昂蒙塔涅、瓦朗普利耶尔、瓦诺。

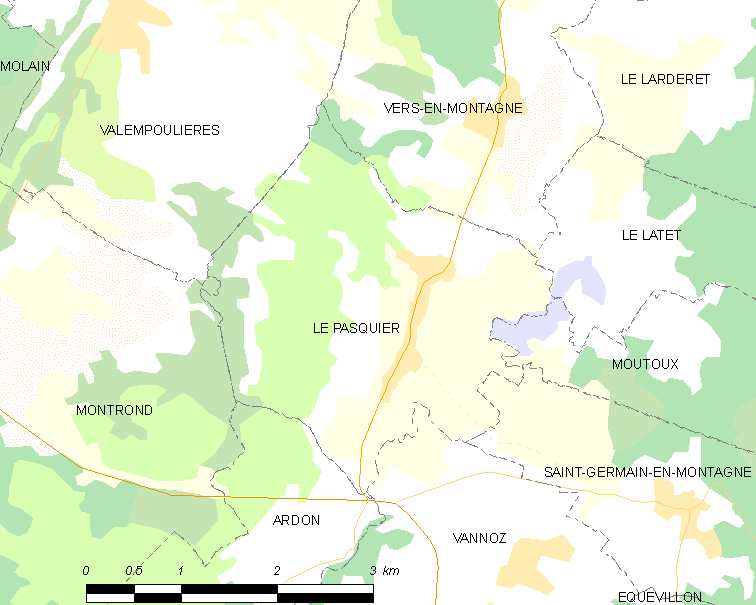
勒帕斯基耶的OSM定位图

勒帕斯基耶的时区为UTC+01:00、UTC+02:00（夏令时）。

## 行政
勒帕斯基耶的邮政编码为39300，INSEE市镇编码为39406。

## 政治
勒帕斯基耶所属的省级选区为尚帕尼奥勒县。

## 人口

1962-2008年间勒帕斯基耶人口变化图示

勒帕斯基耶于2022年1月1日时的人口数量为285人。